# Honda RS125R
Honda RS125R — мотоцикл, розроблений компанією Honda для участі у чемпіонаті світу з шосейно-кільцевих мотоперегонів MotoGP.